# Saint-Privat-de-Vallongue
Saint-Privat-de-Vallongue is een gemeente in het Franse departement Lozère (regio Occitanie) en telt 249 inwoners (1999). De plaats maakt deel uit van het arrondissement Florac.

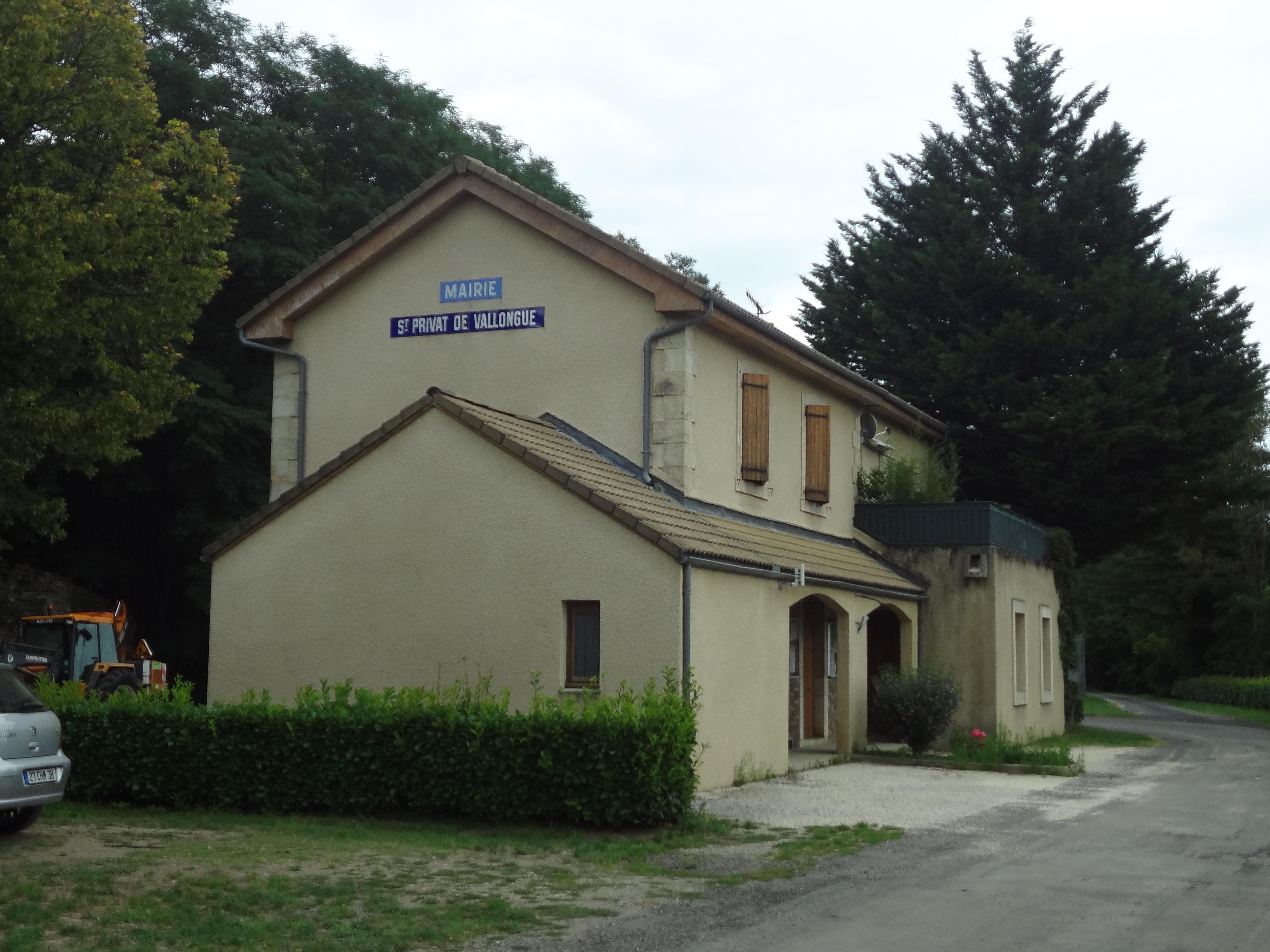
Gemeentehuis
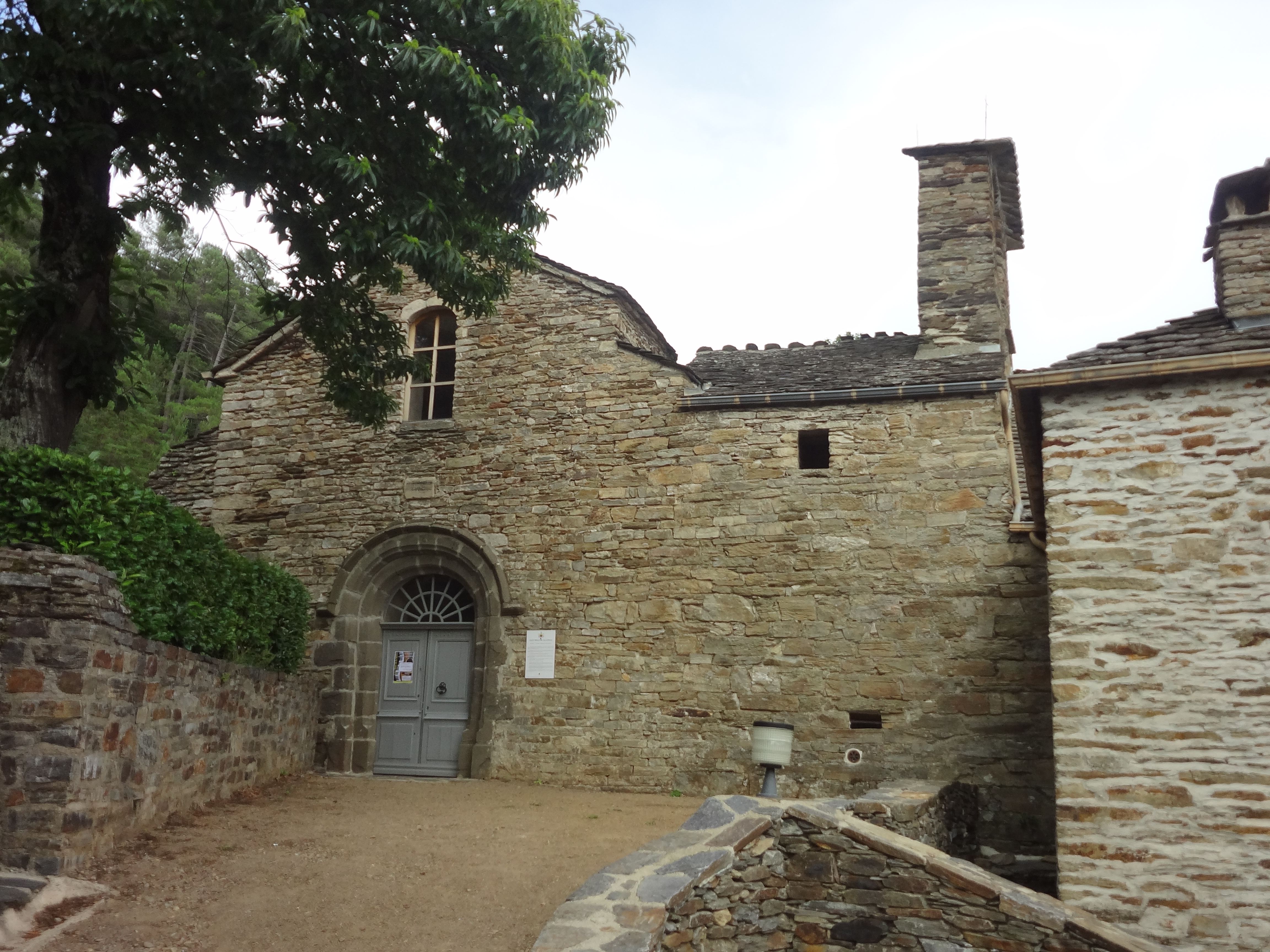
Kerk Notre Dame de la Salette in Saint-Privat-de-Vallongue

## Geografie
De oppervlakte van Saint-Privat-de-Vallongue bedraagt 23,2 km², de bevolkingsdichtheid is 10,7 inwoners per km².
De onderstaande kaart toont de ligging van Saint-Privat-de-Vallongue met de belangrijkste infrastructuur en aangrenzende gemeenten.

## Demografie
Onderstaande figuur toont het verloop van het inwonertal (bron: INSEE-tellingen).